# Clásico Boca Juniors-Independiente
El clásico Boca Juniors-Independiente es un partido de fútbol que involucra a dos de los clubes más representativos de Argentina, el Club Atlético Boca Juniors y el Club Atlético Independiente. Aunque no son vistos como máximos rivales, este encuentro es clasificado como un clásico debido a que ambos equipos cumplen con el criterio de ser considerados «clubes grandes». Esta clasificación comenzó siendo utilizada por la prensa especializada, luego de que la Asociación del Fútbol Argentino (AFA) estableciera el sistema de voto proporcional en 1937.
A lo largo de la historia se han enfrentado en partidos oficiales correspondientes a campeonatos de primera división, copas nacionales y copas internacionales. El primer partido oficial entre Boca Juniors e Independiente se jugó el 28 de mayo de 1911, con victoria del Rojo por 3 a 1 sobre el Xeneize.
Entre ambos, suman un total de 119 títulos (74 de Boca Juniors y 45 de Independiente). Se trata del 2.° partido del fútbol argentino con mayor sumatoria de títulos. Además, los dos integran la galería de «clubes clásicos» que dispuso la Federación Internacional de Fútbol Asociación (FIFA) en 2012.
Como particularidad, ambos son los clubes más ganadores a nivel internacional del país, con 18 títulos Conmebol cada uno. Sumando campeonatos rioplatenses, Boca Juniors tiene una ligera ventaja de 22 títulos contra 20 de Independiente.  
Actualmente, Boca posee una ventaja sobre Independiente de 4 partidos de diferencia en el historial general, y de 7 en el historial liguero.

## Historia
- El primer partido oficial entre ambas instituciones se disputó el 28 de mayo de 1911, con victoria de Independiente por 3 a 1.

- El primer encuentro por Copa nacional se dio el 18 de junio de 1911 en la Copa Bullrich 1911, con victoria del rojo por 1 a 0.

- El primer encuentro profesional entre ambos equipos se dio el 28 de junio de 1931, con triunfo xeneize por 3 a 2.

- Los primeros tres encuentros por una Copa internacional se dieron en la Copa Libertadores 1965. En la ida se impuso Independiente por 2-0, en la vuelta Boca ganó 1-0, obligando a un tercer partido en cancha neutral donde empatarían 0-0, avanzando el rojo por diferencia de gol.

- Dos veces se enfrentaron en una final, en la Supercopa Sudamericana 1989, donde Boca se impuso por penales (5-3) luego de empatar ambos encuentros 0-0, y en la Supercopa Sudamericana 1994 luego de empatar 1-1 en la ida, el rojo se consagraría campeón al ganar 1-0 el partido de vuelta.

- Independiente dominó el historial desde el tercer partido entre ambos disputado en 1911 hasta el partido 199 que se jugó en 2006. Sacó un máximo de 17 partidos de ventaja ante Boca en el partido 82 jugado en 1960. Desde el partido 206 disputado en el año 2010 hasta la fecha, Boca es quien domina el historial con 5 partidos de ventaja.

- Referencia: [4]

## Estadísticas

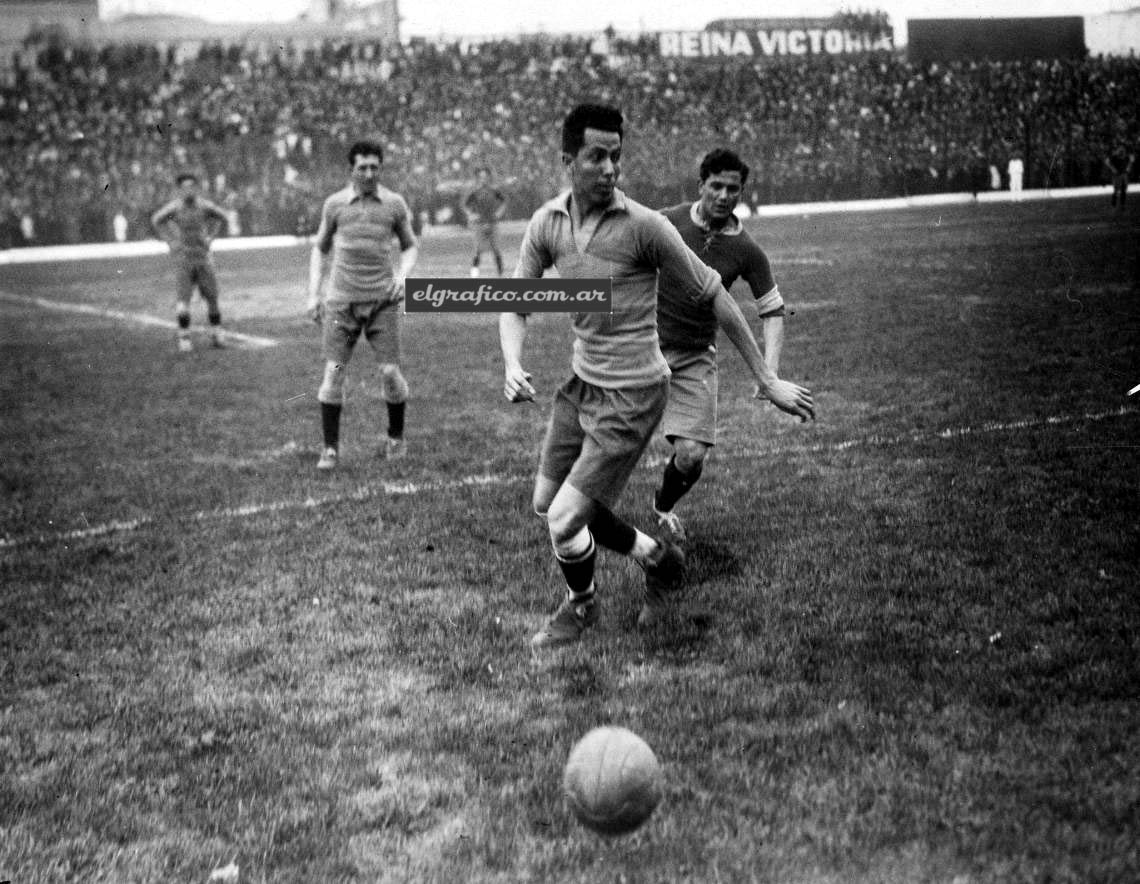
Manuel Solich y Manuel Seoane

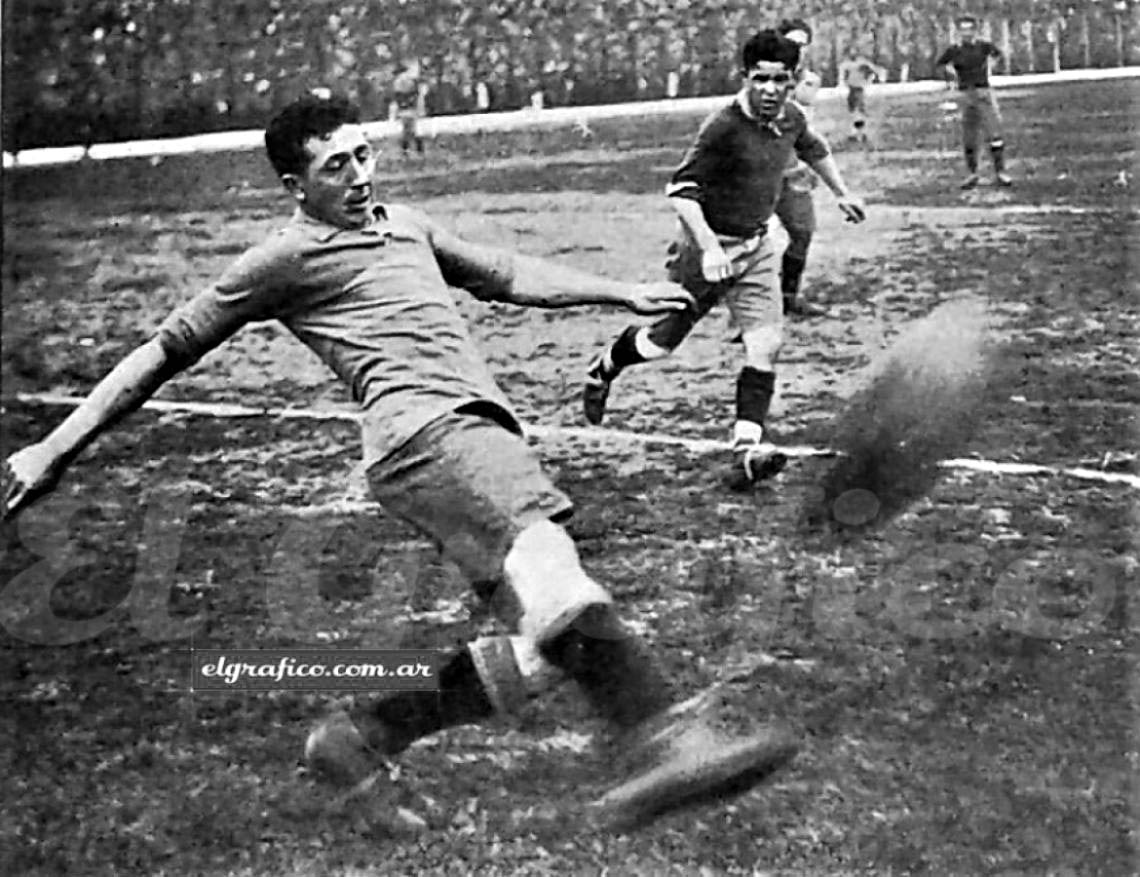
Ludovico Bidoglio despejando

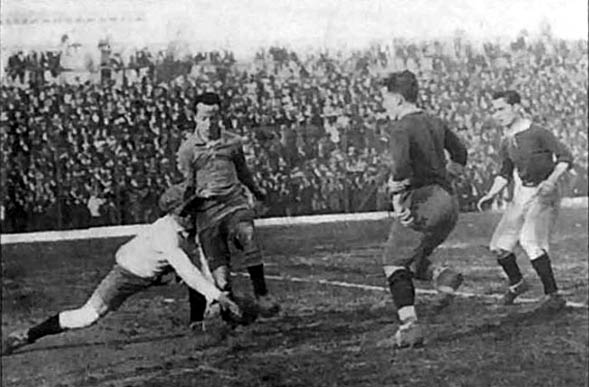
Pedro Isusi vs. Andrés Craviotto

### Enfrentamientos oficiales
Datos actualizados al último partido disputado el 19 de diciembre de 2024
- En Campeonatos de Primera División, se disputaron 201 clásicos, con 73 victorias de Boca, 66 de Independiente y 62 empates.[5][6]
- En copas nacionales, se enfrentaron en 8 ocasiones, con 4 victorias para el rojo, 3 para los xeneizes, y 1 empate.
- Por copas internacionales, compitieron en 16 ocasiones, con 5 triunfos para Independiente, 3 victorias de Boca y 8 empates.
- En campeonatos de Segunda División se jugaron 3 encuentros, con un triunfo de cada lado y un empate.

| Torneos disputados    | PJ  | GBJ | E  | GI | Goles BJ | Goles I |
| --------------------- | --- | --- | -- | -- | -------- | ------- |
| Primera División *    | 201 | 73  | 62 | 66 | 285      | 271     |
| Segunda División **   | 3   | 1   | 1  | 1  | 3        | 4       |
| Copas Nacionales      | 8   | 3   | 1  | 4  | 8        | 10      |
| Copas Internacionales | 16  | 3   | 8  | 5  | 10       | 13      |
| Total                 | 228 | 80  | 72 | 76 | 306      | 298     |

(*) Incluye todos los partidos de Primera División disputados desde 1915 a 2025.

(**) Incluye todos los partidos disputados en Segunda División entre 1911 y 1912.

### Últimos 10 partidos
| Fecha                   | Torneo                           | Estadio       | Resultado     | Resultado | Resultado     |
| ----------------------- | -------------------------------- | ------------- | ------------- | --------- | ------------- |
| 2 de diciembre de 2018  | Superliga 2018-19                | Independiente | Independiente | 0-1       | Boca Juniors  |
| 26 de enero de 2020     | Superliga 2019-20                | Boca Juniors  | Boca Juniors  | 0-0       | Independiente |
| 20 de diciembre de 2020 | Copa de la Liga Profesional 2020 | Boca Juniors  | Boca Juniors  | 2-1       | Independiente |
| 28 de marzo de 2021     | Copa de la Liga Profesional 2021 | Independiente | Independiente | 1-1       | Boca Juniors  |
| 24 de noviembre de 2021 | Liga Profesional 2021            | Independiente | Independiente | 1-0       | Boca Juniors  |
| 26 de febrero de 2022   | Copa de la Liga Profesional 2022 | Independiente | Independiente | 2-2       | Boca Juniors  |
| 23 de octubre de 2022   | Liga Profesional 2022            | Boca Juniors  | Boca Juniors  | 2-2       | Independiente |
| 29 de julio de 2023     | Liga Profesional 2023            | Independiente | Independiente | 0-2       | Boca Juniors  |
| 14 de diciembre de 2024 | Liga Profesional 2024            | Boca Juniors  | Boca Juniors  | 0-0       | Independiente |
| 19 de mayo de 2025      | Apertura 2025                    | Boca Juniors  | Boca Juniors  | 0-1       | Independiente |

### Enfrentamientos amistosos
- En partidos amistosos se disputaron 69 clásicos, con 32 victorias de Boca, 20 de Independiente y 17 empates.[7]

| Partidos disputados | PJ | GBJ | E  | GI | Goles BJ | Goles I |
| ------------------- | -- | --- | -- | -- | -------- | ------- |
| Amistosos           | 69 | 32  | 17 | 20 | 121      | 97      |

### Goleadas en el clásico

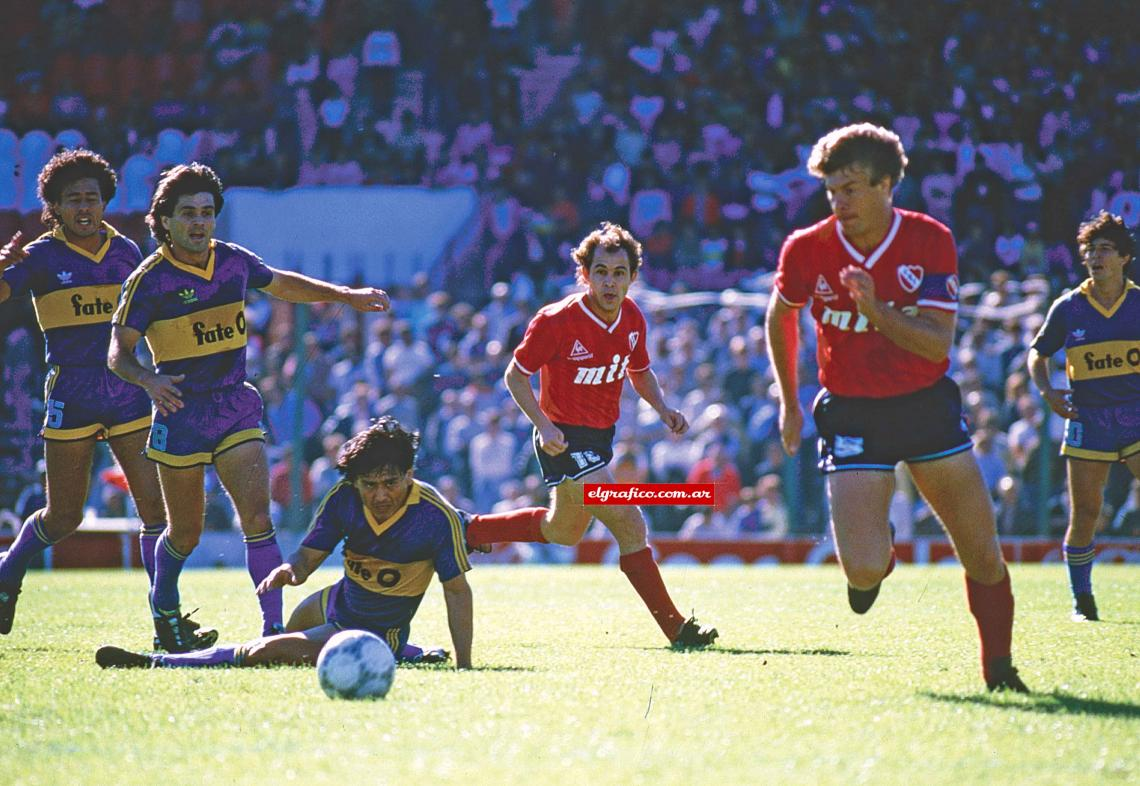
Marangoni con el balón

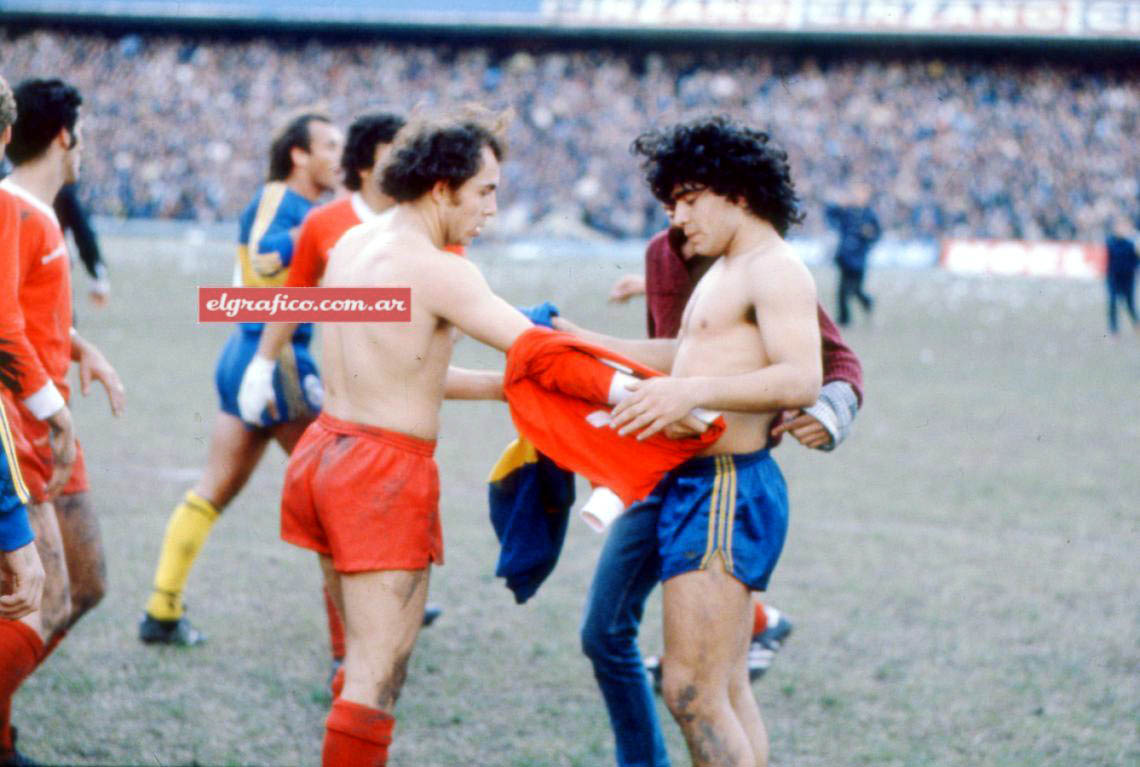
Maradona y Bochini

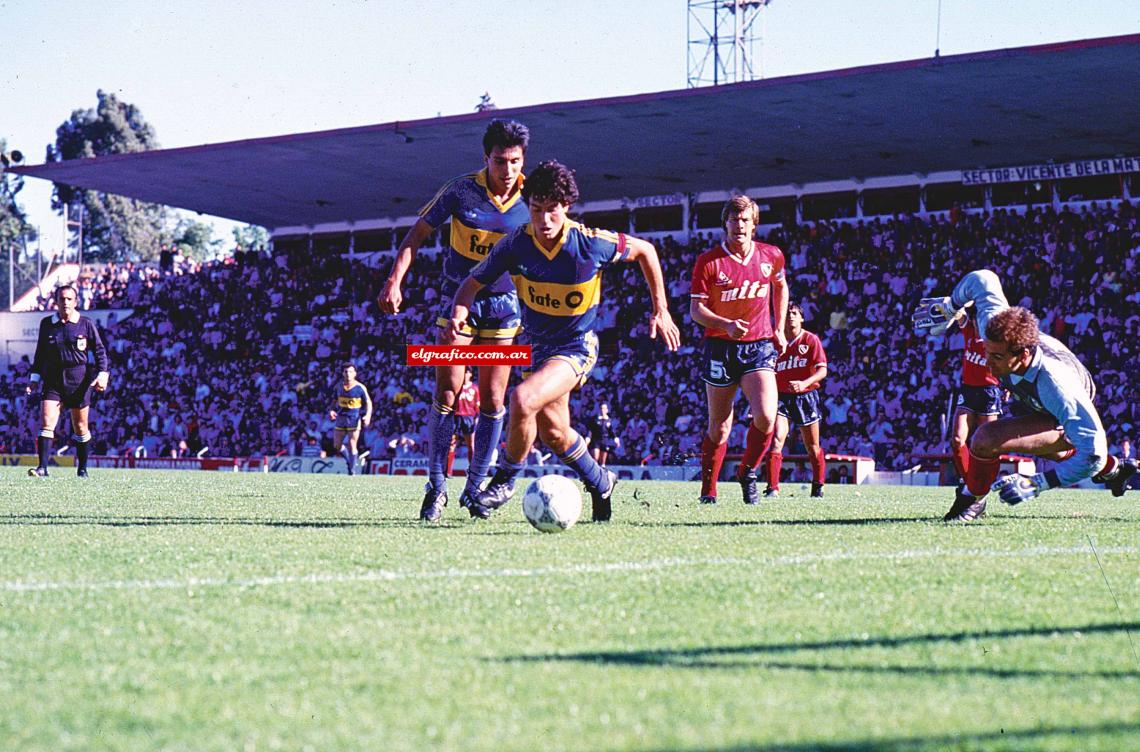
Carlos Tapia con el balón

#### Goleadas de Boca Juniors
- Clausura 1995: Boca 5-0 Independiente (fecha 15)
- Clausura 1998: Independiente 0-4 Boca (fecha 7)
- Campeonato 1985-86: Independiente 0-4 Boca (fecha 35)
- Metropolitano 1975: Independiente 0-4 Boca (fecha 38)
- Campeonato 1940: Boca 5-2 Independiente (fecha 32)
- Clausura 2004: Independiente 1-4 Boca (fecha 13)
- Apertura 1994: Independiente 1-4 Boca (fecha 15)
- Metropolitano 1969: Boca 4-1 Independiente (Grupo A)
- Campeonato 1959: Independiente 1-4 Boca (fecha 27)
- Campeonato 2016-17: Boca 3-0 Independiente (fecha 27)

- Referencia: [8]

#### Goleadas de Independiente
- Campeonato 1940: Independiente 7-1 Boca (fecha 15)
- Clausura 1999: Independiente 4-0 Boca (fecha 17)
- Campeonato 1986-87: Independiente 5-2 Boca (fecha 18)
- Campeonato 1980: Boca 2-5 Independiente (fecha 6)
- Campeonato 1944: Independiente 4-0 Boca (fecha 8)
- Campeonato 1939: Independiente 5-2 Boca (fecha 18)
- Campeonato 1938: Boca 0-4 Independiente (fecha 31)
- Apertura 2000: Independiente 3-0 Boca (fecha 14)
- Campeonato 1985-86: Boca 0-3 Independiente (fecha 16)
- Campeonato 1954: Boca 0-3 Independiente (fecha 2)

- Referencia: [9]

## Eliminaciones directas por torneos oficiales

### Enfrentamientos de eliminación directa
- Boca e Independiente se han enfrentado en 28 encuentros de eliminación directa, de los cuales 16 fueron en competiciones CONMEBOL y las 12 restantes por torneos AFA.
- Independiente eliminó a Boca en 9 ocasiones y los xeneizes hicieron lo propio en 6 oportunidades.

| #  | Torneo                      | Ronda                         | Estadio       | Local         | Resultado   | Visitante     | Goles (L)                      | Goles (V)                       |
| -- | --------------------------- | ----------------------------- | ------------- | ------------- | ----------- | ------------- | ------------------------------ | ------------------------------- |
| 1  | Copa Bullrich 1911          | Segunda fase                  | Boca Juniors  | Boca Juniors  | 0-1         | Independiente |                                | Chiarella                       |
| 2  | Copa de Honor 1936          | Partido 9                     | Boca Juniors  | Boca Juniors  | 2-0         | Independiente | Tenorio y Cusatti              |                                 |
| 3  | Copa Campeonato 1936        | Partido 9                     | Independiente | Independiente | 3-1         | Boca Juniors  | Erico, Zorrilla y Funes        | Zatelli                         |
| 4  | Copa Adrián C. Escobar 1939 | Semifinal                     | River Plate   | Independiente | 1-0         | Boca Juniors  | C. Martínez                    |                                 |
| 5  | Copa Competencia 1945       | Cuartos de final              | San Lorenzo   | Boca Juniors  | 1-0         | Independiente | Sarlanga                       |                                 |
| 6  | Copa Libertadores 1965      | Semifinal                     | River Plate   | Independiente | 2-0         | Boca Juniors  | O. Mura y M. Rodríguez         |                                 |
| 6  | Copa Libertadores 1965      | Semifinal                     | River Plate   | Boca Juniors  | 1-0         | Independiente | A. Rojas                       |                                 |
| 6  | Copa Libertadores 1965      | Semifinal                     | River Plate   | Independiente | 0-0         | Boca Juniors  |                                |                                 |
| 7  | Copa Libertadores 1966      | Fase semifinal (cuadrangular) | Boca Juniors  | Boca Juniors  | 0-2         | Independiente |                                | Cardoso y Tarabini              |
| 7  | Copa Libertadores 1966      | Fase semifinal (cuadrangular) | Independiente | Independiente | 0-0         | Boca Juniors  |                                |                                 |
| 8  | Copa Libertadores 1979      | Fase semifinal (cuadrangular) | Independiente | Independiente | 1-0         | Boca Juniors  | R. Galván                      |                                 |
| 8  | Copa Libertadores 1979      | Fase semifinal (cuadrangular) | Boca Juniors  | Boca Juniors  | 2-0         | Independiente | Perotti y Mastrangelo          |                                 |
| 8  | Copa Libertadores 1979      | Fase semifinal (cuadrangular) | River Plate   | Boca Juniors  | 1-0         | Independiente | Mastrangelo                    |                                 |
| 9  | Liguilla 1986-87            | Final                         | Independiente | Independiente | 2-2         | Boca Juniors  | Percudani y Marangoni          | Rinaldi y Comas                 |
| 9  | Liguilla 1986-87            | Final                         | Boca Juniors  | Boca Juniors  | 1-2         | Independiente | Comas                          | Musladini (e. c.) y Bochini     |
| 10 | Liguilla 1987-88            | Cuartos de final              | Boca Juniors  | Boca Juniors  | 2-0         | Independiente | Latorre y Comas                |                                 |
| 10 | Liguilla 1987-88            | Cuartos de final              | Independiente | Independiente | 2-3         | Boca Juniors  | Lobo (X2)                      | Pico y Comas (X2)               |
| 11 | Supercopa Sudamericana 1989 | Final                         | Boca Juniors  | Boca Juniors  | 0-0         | Independiente |                                |                                 |
| 11 | Supercopa Sudamericana 1989 | Final                         | Independiente | Independiente | (3) 0:0 (5) | Boca Juniors  |                                |                                 |
| 12 | Liguilla 1989-90            | Final                         | Boca Juniors  | Boca Juniors  | 1-0         | Independiente | Pico                           |                                 |
| 12 | Liguilla 1989-90            | Final                         | Independiente | Independiente | 0-1         | Boca Juniors  |                                | Latorre                         |
| 13 | Supercopa Sudamericana 1994 | Final                         | Boca Juniors  | Boca Juniors  | 1-1         | Independiente | S. Martínez                    | Rambert                         |
| 13 | Supercopa Sudamericana 1994 | Final                         | Independiente | Independiente | 1-0         | Boca Juniors  | Rambert                        |                                 |
| 14 | Supercopa Sudamericana 1997 | Fase de grupos                | Boca Juniors  | Boca Juniors  | 1-1         | Independiente | N. Solano                      | G. Álvez                        |
| 14 | Supercopa Sudamericana 1997 | Fase de grupos                | Independiente | Independiente | 2-1         | Boca Juniors  | Turdó y C. Gómez               | Latorre                         |
| 15 | Copa Sudamericana 2012      | Dieciseisavos de final        | Boca Juniors  | Boca Juniors  | 3-3         | Independiente | Silva, Somoza]] y Sánchez Miño | J. Santana, P. Rosales y Farías |
| 15 | Copa Sudamericana 2012      | Dieciseisavos de final        | Independiente | Independiente | 0-0         | Boca Juniors  |                                |                                 |
| 16 | Apertura 2025               | Cuartos de final              | Boca Juniors  | Boca Juniors  | 0-1         | Independiente | Angulo                         |                                 |

#### Veces que el rival el eliminó al otro
| Boca Juniors  | 6  |
| Independiente | 10 |
| Total         | 16 |

- Referencia: [10]

### Finales disputadas entre ambos
- En la historia del clásico jugaron 2 finales entre ambos, con una victoria por lado.

| # | Torneo                      | Ronda | Estadio       | Local         | Resultado   | Visitante    | Goles (L) | Goles (V) |
| - | --------------------------- | ----- | ------------- | ------------- | ----------- | ------------ | --------- | --------- |
| 1 | Supercopa Sudamericana 1989 | Final | Independiente | Independiente | (3) 0:0 (5) | Boca Juniors |           |           |
| 2 | Supercopa Sudamericana 1994 | Final | Independiente | Independiente | 1-0         | Boca Juniors | Rambert   |           |

#### Estadísticas en finales disputadas
| Boca Juniors  | 1 |
| Independiente | 1 |
| Total         | 2 |

- Referencia: [11]

## Tablas comparativas entre los equipos

### Títulos oficiales
| Competiciones                   | Boca Juniors | Independiente |
| Torneos internacionales         | 18           | 18            |
| Torneos Rioplatenses            | 4            | 2             |
| Campeonatos de Primera División | 35           | 16            |
| Copas Nacionales                | 17           | 9             |
| Títulos Totales                 | 74           | 45            |
| ------------------------------- | ------------ | ------------- |

### Títulos por década
| Décadas   | Boca Juniors | Independiente |
| --------- | ------------ | ------------- |
| 1911-1920 | 4            | 3             |
| 1921-1930 | 9            | 5             |
| 1931-1940 | 4            | 7             |
| 1941-1950 | 8            | 1             |
| 1951-1960 | 1            | 0             |
| 1961-1970 | 5            | 5             |
| 1971-1980 | 6            | 12            |
| 1981-1990 | 2            | 4             |
| 1991-2000 | 6            | 4             |
| 2001-2010 | 16           | 1             |
| 2011-2020 | 7            | 3             |
| 2021-2030 | 6            | 0             |

### Datos comparativos
|                                             | Boca Juniors                             | Independiente                                         |
| ------------------------------------------- | ---------------------------------------- | ----------------------------------------------------- |
| Fecha de fundación                          | 3 de abril de 1905                       | 4 de agosto de 1904                                   |
| Cantidad de socios                          | 340 000                                  | 150 000                                               |
| Estadio (capacidad)                         | Alberto J. Armando (57 200 espectadores) | Estadio Libertadores de América (42 069 espectadores) |
| Títulos en la Primera División              | 35                                       | 16                                                    |
| Récord en la Primera División               | Bicampeón                                | Bicampeón                                             |
| Copas nacionales                            | 17                                       | 9                                                     |
| Títulos internacionales                     | 18                                       | 18                                                    |
| Títulos rioplatenses                        | 4                                        | 2                                                     |
| Títulos en la Segunda División              | 0                                        | 0                                                     |
| Clasificación histórica en Primera División | 2.º puesto                               | 4.º puesto                                            |
| Venta de entradas AFA                       | 1.º puesto                               | 5.º puesto                                            |
| Temporadas en Primera División              | 113                                      | 113                                                   |
| Temporadas en otras divisiones              | 5                                        | 6                                                     |
| Descensos sufridos                          | sin descensos                            | 2013                                                  |
| Goleadores en Primera División              | 19                                       | 16                                                    |

## Jugadores que militaron en ambos clubes
|               |
| Raimundo Orsi |

|                        |
| Carlos Navarro Montoya |

|              |
| Raúl Cascini |

|                         |
| Claudio Morel Rodríguez |

|              |
| Oscar Ustari |

Con algunos de los futbolistas que vistieron ambas camisetas se podrían armar cinco posibles equipos:
Carlos Navarro Montoya; Jorge Daniel Martínez, Fernando Cácere, Agustín José Lanata, Morel Rodríguez; Roberto Acuña, Jesús Méndez, Leandro Gracián; Osvaldo Salvador Escudero, Antonio Barijho, Raimundo Orsi. DT Adolfo Pedernera.
Esteban Pogany; Eduardo Bargas, Andrés Arturo Bertolotti, Alcides Silveira, Osvaldo Pérez; Diego Cagna, Claudio Marangoni, Federico Insúa; Silvio Politano, Norberto Outes, Alejandro Barberón. DT: Emilio Baldonedo.
José Bellocq; Luis Cardoso, Guillermo Burdisso, Ricardo Bertolé; Julio Toresani, Alejandro Mancuso, Walter Erviti, Gerardo Reinoso; Zoilo Canavery, Emmanuel Gigliotti, Marino Evaristo. DT: Vladislao Cap.
Roberto Rigante; Francisco Sá, Juan Alberto Bendazzi; Juan Evaristo, Raúl Cascini, Enrique Vilanoba; Juan Manuel Martínez, Juan Emilio Elena, Carlos Morete, Ernesto Grillo, Carmelo Rovito. DT: Julio César Falcioni.
Oscar Ustari; Balbino Ochoa, Victorio Capelletti, Adrián Domenech; Sergio Ortemán, Fabián Gustavo Carrizo, Carlos Horacio Salinas, Omar Larrosa; Franco Cángele, Ricardo Gareca, Aníbal Tarabini. DT: Miguel Ángel López.